# Amédée Fournier
Amédée Fournier (Armentières, 3 febbraio 1912 – Lecci, 30 marzo 1992) è stato un ciclista su strada e pistard francese.
Da dilettante vinse la medaglia d'argento nell'inseguimento a squadre ai Giochi olimpici di Los Angeles 1932. Professionista dal 1934 al 1950, fece sue due tappe al Tour de France 1939.

## Carriera
Tra i dilettanti partecipò ai Giochi olimpici di Los Angeles 1932, vincendo la medaglia d'argento nell'inseguimento a squadre.
Professionista dal 1934, corse per le squadre francesi La Française, Olympique, Alcyon, Mercier, La Perle, Génial Lucifer, Helyett, Dilecta e Benoît Faure, oltre che come individuale. Le principali vittorie da professionista furono il Circuit de l'Indre nel 1934 e due tappe al Tour de France nel 1939. Partecipò a due edizioni del Tour de France e una del Giro d'Italia.

## Palmarès
- 1931 (Dilettanti, una vittoria)

Parigi-Évreux
- 1932 (Dilettanti, una vittoria)

Paris-Verneuil
- 1934 (La Française, Olympique e Alcyon-Dunlop, due vittorie)

Circuit de l'Indre
Paris-Verneuil
- 1938 (Génial Lucifer-Hutchinson, una vittoria)

Nantes-Les Sables d'Olonne
- 1939 (Helyett e Dilecta, due vittorie)

1ª tappa Tour de France (Parigi > Caen)
5ª tappa Tour de France (Lorient > Nantes)
- 1941 (Individuale, una vittoria)

Grand Prix de l'Europe

## Piazzamenti

### Grandi Giri
- Giro d'Italia

1934: ritirato
- Tour de France

1936: ritirato (7ª tappa)
1939: 47º

### Classiche monumento
- Parigi-Roubaix

1939: 34º

### Competizioni mondiali
- Giochi olimpici

Los Angeles 1932 - Inseguimento a squadre: 2º
Los Angeles 1932 - Corsa a squadre: 5º
Los Angeles 1932 - Corsa individuale: 13º